# Wiebelsheim

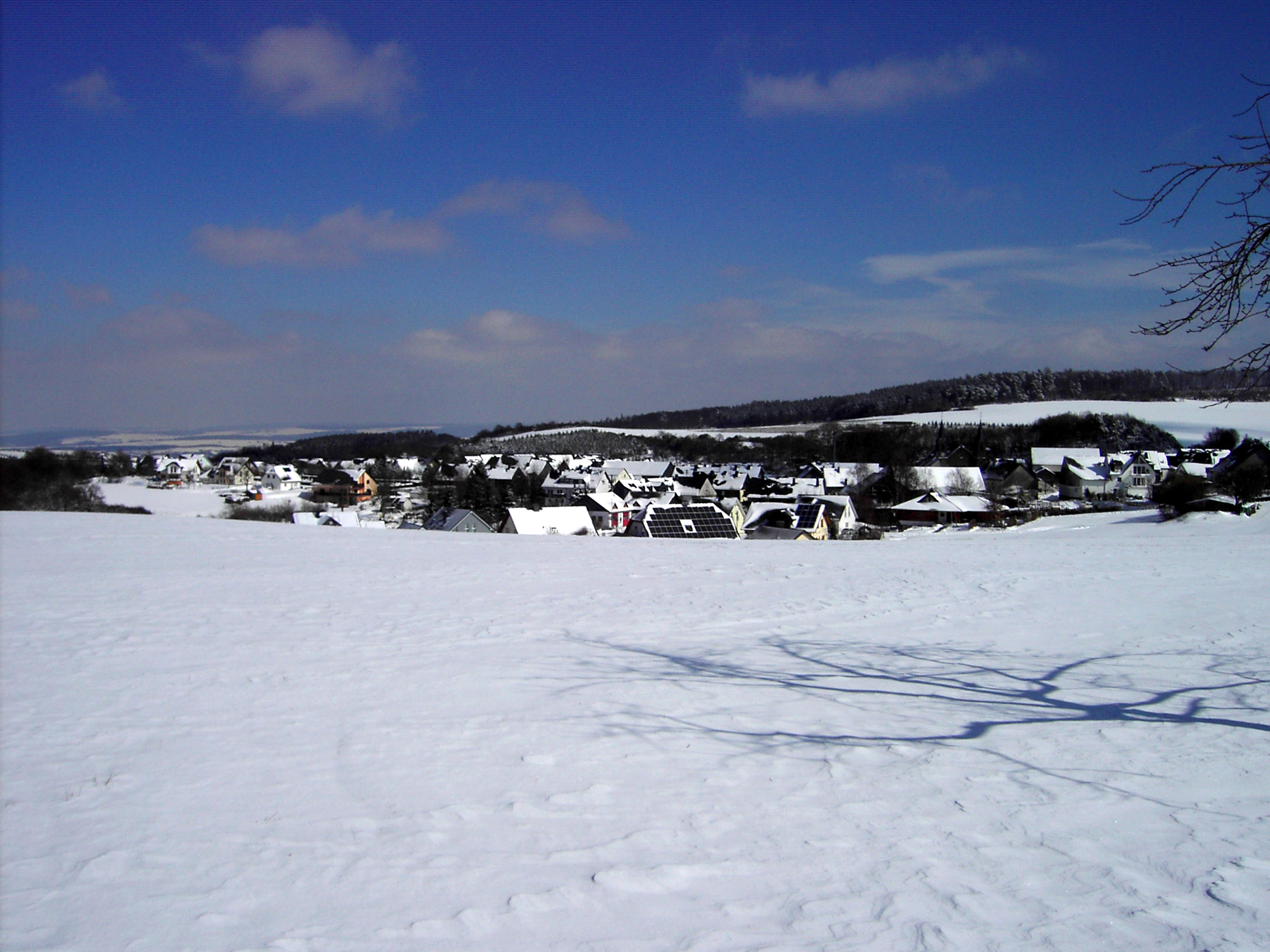
Blick vom Südwesten aus auf Wiebelsheim

Wiebelsheim ist eine Ortsgemeinde im Rhein-Hunsrück-Kreis in Rheinland-Pfalz. Sie gehört der Verbandsgemeinde Hunsrück-Mittelrhein an.

## Geographie
Wiebelsheim liegt am östlichen Rand der Hunsrückhochfläche auf etwa 440 m über NHN, begrenzt im Osten vom Oberen Mittelrhein, dem Tal der Loreley, dort trennt der Rhein den Hunsrück vom Taunus.

## Geschichte
Wiebelsheim dürfte zwischen den Jahren 800 und 1000 nach Christus entstanden sein. Um 1400 wurden die Wiebelsheimer der 1392 in Damscheid geschaffenen Altarpfründe und der Oberweseler Kirche St. Martin zugeschlagen. Mit der Besetzung des Linken Rheinufers 1794 durch französische Revolutionstruppen Teil von Frankreich. Wiebelsheim wurde Sitz einer Mairie und gehörte zum Kanton Bacharach im Département de Rhin-et-Moselle. 1815 wurde Wiebelsheim auf dem Wiener Kongress dem Königreich Preußen zugeordnet. 1846 entstand die heutige dem heiligen Petrus geweihte Kirche. Nach dem Ersten Weltkrieg war der Ort zeitweise französisch besetzt. 1940 bis 1941 befand sich beim Ort das Kriegsgefangenenlager Stalag XII C. Seit 1946 ist der Ort Teil des damals neu gebildeten Landes Rheinland-Pfalz.
Bevölkerungsentwicklung
Die Entwicklung der Einwohnerzahl von Wiebelsheim, die Werte von 1871 bis 1987 beruhen auf Volkszählungen:
| Jahr | Einwohner |
| 1815 | 293       |
| 1835 | 430       |
| 1871 | 414       |
| 1905 | 435       |
| 1939 | 631       |
| 1950 | 403       |

| Jahr | Einwohner |
| 1961 | 390       |
| 1970 | 375       |
| 1987 | 342       |
| 1997 | 445       |
| 2005 | 490       |
| 2023 | 569       |

## Politik

### Gemeinderat
Der Gemeinderat in Wiebelsheim besteht aus zwölf Ratsmitgliedern, die bei der Kommunalwahl am 9. Juni 2024 in einer Mehrheitswahl gewählt wurden, und dem Vorsitzenden.

### Bürgermeister
Das Amt ist derzeit vakant. Letzter Ortsbürgermeister war Michael Brennemann. Bei der Direktwahl am 26. Mai 2019 war er mit einem Stimmenanteil von 79,59 % für fünf Jahre in seinem Amt bestätigt worden, nachdem er zunächst am 4. November 2015 vom Gemeinderat gewählt worden war. Er folgte damals auf den verstorbenen Ortsbürgermeister Stephan Doorn. Bei der Direktwahl am 9. Juni 2024 trat Brennemann nicht erneut an, und es wurde auch kein anderer Wahlvorschlag eingereicht. Daher obliegt die Neuwahl gemäß rheinland-pfälzischer Gemeindeordnung dem Rat, der auf seiner konstituierenden Sitzung am 28. August 2024 jedoch keinen Kandidaten finden konnte. Da Brennemann sein Amt niederlegte, wurde durch die Aufsichtsbehörde mit Christian Stahl, dem Ersten Beigeordneten der Verbandsgemeinde Hunsrück-Mittelrhein, ein Beauftragter eingesetzt, der die laufenden Amtsgeschäfte der Ortsgemeinde fortführt.

## Unternehmen
In Wiebelsheim haben die Verlage Aula, Limpert und Quelle & Meyer ihren Sitz.

## Ehrenbürger
- 28. August 2024: Manfred Heeb wurde aufgrund seiner Verdienste um die Gemeinde bei der Umsetzung zahlreicher Projekte (wie Industriepark und Kita „Sternensegler“) zum ersten Ehrenbürger in der Geschichte von Wiebelsheim ernannt.[7]